# Vossnacker Schule

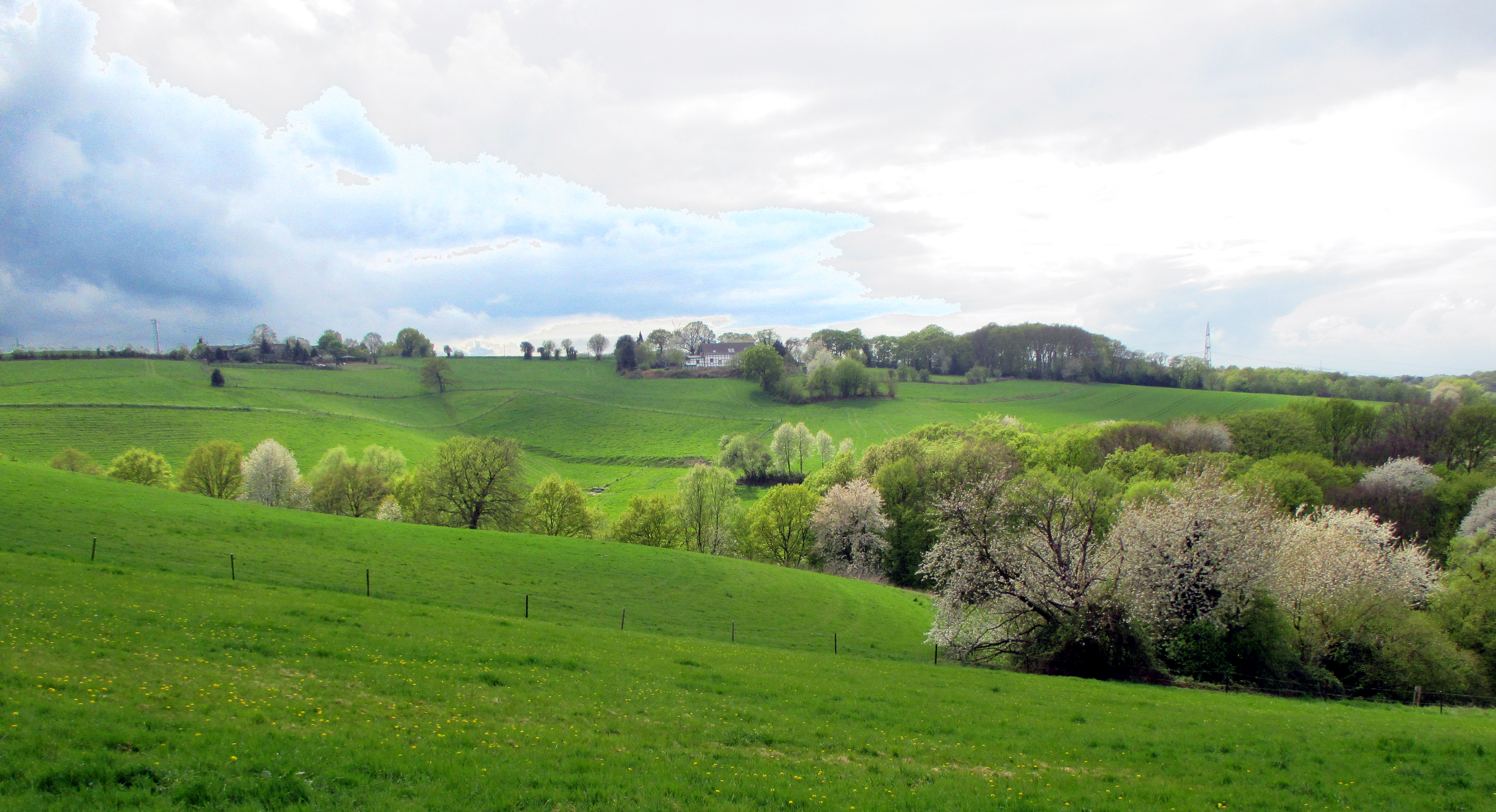
Das ehemalige Schulhaus liegt im Zentrum der Bauerschaft Voßnacken

Die Vossnacker Schule (auch Vosnacker Schule oder Voßnacker Schule) ist das bis 1958 genutzte Gebäude der ehemaligen Evangelischen Volksschule der Bauerschaft Voßnacken.

## Lage und Beschreibung

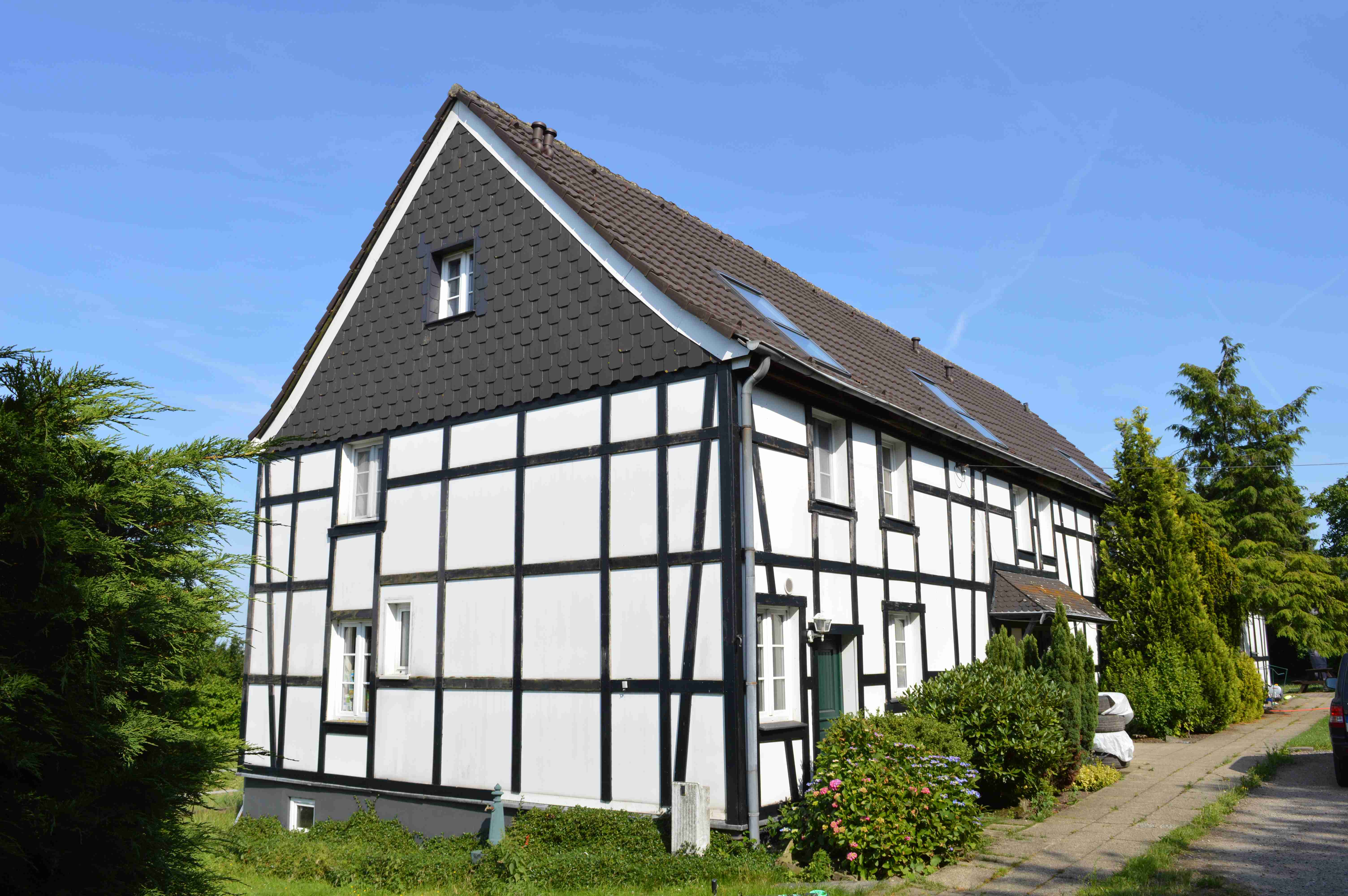
Das ehemalige Schulhaus ist heute ein Wohnhaus

Der Ortsteil Vossnacken liegt im Außenbereich der Stadt Velbert und wird vom Deilbach im Norden, Osten und Süden begrenzt. Das Schulgebäude steht auf einem weithin sichtbaren Höhenrücken über dem Ruhrtal inmitten der historischen Hoflagen der Bauerschaft.
Das Gebäude besteht aus einem zweigeschossigen Fachwerkbau, welcher auf einem Bruchsteinsockel mit Gewölbekeller im Jahr 1789 errichtet wurde. 1848 wurde es um einen Fachwerkanbau erweitert mit einem „neuen Schullokal“ und schließlich 1868 um einen zweiten Klassenraum aus Bruchstein. Damals hatte die vormals einklassige Schule bereits 100 Schüler. 1886 erreichte sie den Höchststand von 172 Schülern in zwei Klassen.
Nach Aufgabe des Schulhauses und einem Neubau an der nahe gelegenen Landstraße wurde das Gebäude von privater Hand restauriert und dient heute als Wohnhaus.

## Geschichte

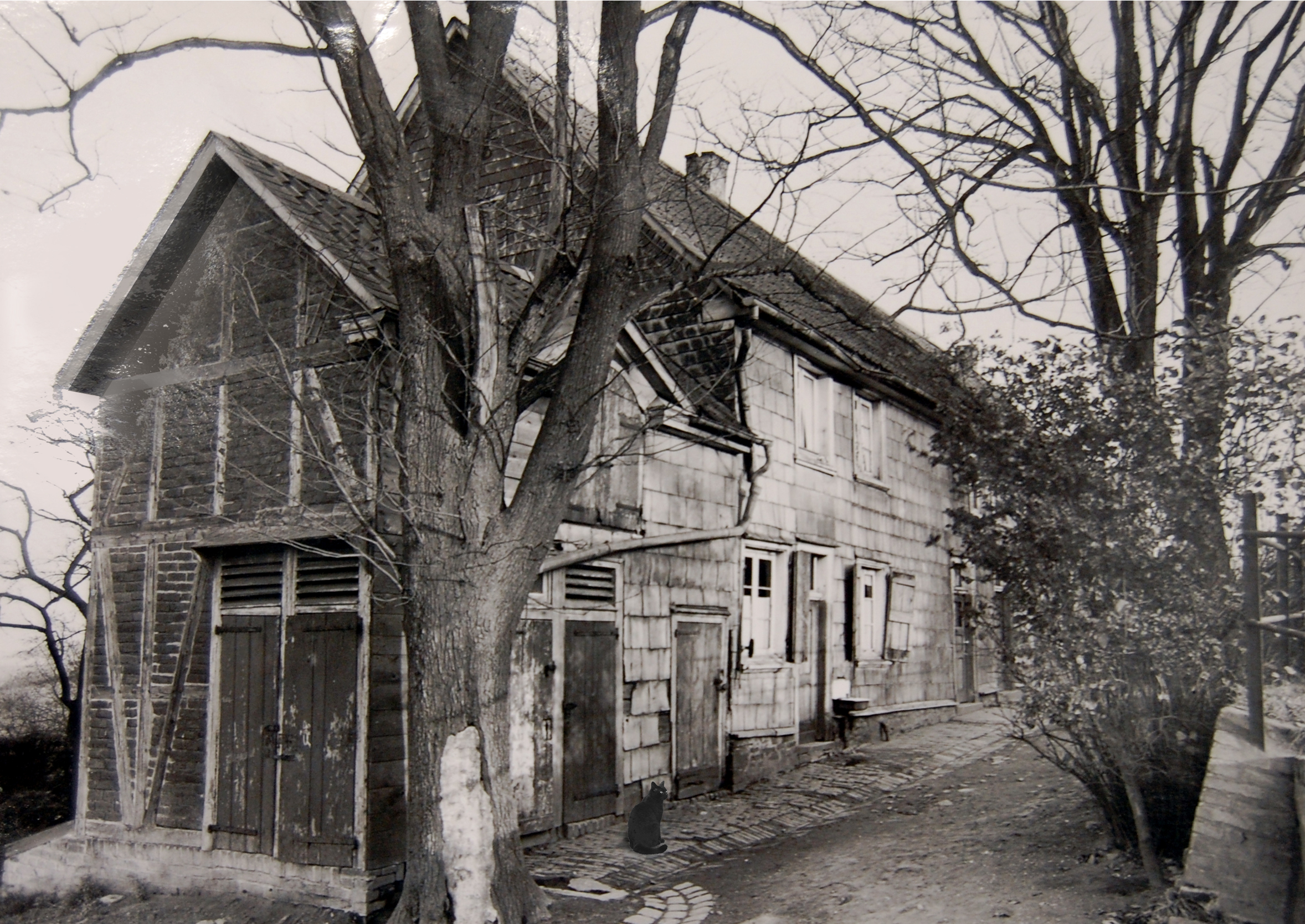
Das alte Schulhaus kurz vor seiner Schließung

Unterricht wurde bereits 1707 in einem Bauernhaus auf der Schwardt abgehalten. Eine stehende Schule bekam die Bauerschaft dann 1740 in einem Anbau am nahe gelegenen Tackenhof. Aber erst mit der Aufteilung der bis dahin vom Werdener Abt im Amt des Holzrichters überwachten gemeinschaftlichen Voßnacker Markwaldes wurde von den 14 Erbberechtigten 1788 beschlossen, eine neue Schule zu errichten, um den Kindern eine bessere Möglichkeit zum Unterricht der „Schreibkunst“ zu geben. Der Kapitalgeber der Schule wurde durch Ziehung von Losen durch zwei unmündige Kinder ermittelt.
Die Einwohnerzahl der Bauerschaft betrug 1836 nur 270 Einwohner, wovon 60 bis 70 die Schule besuchten. 1888 waren es 974 Einwohner bei 192 Schülern. Bedingt durch den Bau der Prinz-Wilhelm-Eisenbahn mit ihren Eisenbahnwerkstätten in Langenberg und die Inbetriebnahme der Zechen Hardenbergische Kohlenbergwerke im Asbachtal, sowie Adler, Victoria und Prinz Friedrich im Deilbachtal kam es zu Zuwanderungen auch in die abgelegene Bauerschaft.
1912 errichtete die Westfälische Berggewerkschaftskasse (WBK) Bochum im Schulgarten eine magnetische Warte. Sie musste aufgrund der Industrialisierung der Umgebung mit ihren Eisenmassen und vagabundierenden Strömen aus den Oberleitungen der Straßenbahnen aus dem Bochumer Stadtgarten verlegt werden. Dem Hauptlehrer wurden die täglichen Messungen übertragen. Die Warte wurde 1946 stillgelegt, da der zunehmende Stahlausbau der Kohlegruben magnetische Messungen nahezu unmöglich machte.
1958 zog die Schule an einen neuen Standort und wurde schließlich 1968 aufgelöst.